# Marina González Lara
Marina González Lara (Malgrat de Mar, 15 de desembre de 2002) és una gimnasta artística catalana. Va guanyar la medalla d'or a l'exercici de terra a la Copa del Món de 2019 a Szombathely amb una puntuació de 12.866. Va competir als Campionats del Món de 2019 amb les companyes Cintia Rodríguez, Roxana Popa, Ana Pérez i Alba Petisco i va ajudar la selecció espanyola a classificar-se per als Jocs Olímpics d'Estiu de 2020. L'equip va quedar 12è en la classificació i no va arribar a la final.
González va practicar atletisme i taekwondo abans de dedicar-se a la gimnàstica a partir dels vuit anys. Va guanyar la medalla de bronze en la prova general als Campionats d'Espanya de 2020 darrere d'Alba Petisco i Ana Pérez. L'agost de 2021, va fitxar per la Universitat Estatal d'Iowa, unint-se al seu equip de gimnàstica per a la temporada 2021-2022.